# Seriana africia
Seriana africia är en insektsart som beskrevs av Sohi och Mann 1992. Seriana africia ingår i släktet Seriana och familjen dvärgstritar. Inga underarter finns listade i Catalogue of Life.